# Béatrice de Castille (1254-1286)
Pour l’article homonyme, voir Béatrice de Castille.
Béatrice de Castille (5 novembre ou 6 décembre 1254 - 1286) est la fille d'Alphonse X de Castille et de son épouse Yolande d'Aragon. Elle est marquise de Montferrat par son mariage et la mère de l'impératrice Yolande de Montferrat.

## Famille
Béatrice est la deuxième de onze enfants, ses frères et sœurs comprennent Sanche IV de Castille et Ferdinand de la Cerda. Sur les onze enfants, seuls six ont eu une descendance, dont Béatrice. Elle est membre de la Maison d'Ivrée.
Les grands-parents maternels de Béatrice sont Jacques Ier d'Aragon et sa deuxième épouse Yolande de Hongrie, elle-même fille d'André II de Hongrie et de Yolande de Courtenay.
Les grands-parents paternels de Béatrice étaient Ferdinand III de Castille et Béatrice de Souabe, elle-même fille de Philippe de Souabe et d'Irène Ange.

## Biographie
Béatrice a été initialement fiancée à Jean II de Brandebourg. Les fiançailles ont été arrangées par son père pour s'attirer le soutien du Brandebourg pour sa candidature au trône d'Allemagne. Bien que le nom de la fille du roi ne soit pas spécifié, il ne pouvait s'agir que de Béatrice, car sa sœur aînée Bérengère était déjà fiancée à cette date. L'engagement a cependant été rompu.
Béatrice s'est finalement mariée à Murcie en août 1271 avec Guillaume VII de Montferrat. Il était veuf d'Isabelle de Clare, et avait une fille, Marguerite, qui avait épousé le frère de Béatrice, Jean. Béatrice et Guillaume ont eu cinq enfants : 
1. un fils (1272-1273), mort jeune.
2. un fils (1272-1273), mort jeune, jumeau du précédent.
3. Yolande (1274-1317), épouse Andronic II Paléologue.
4. Jean Ier (1275–1305), succède à son père.
5. Alessina (morte avant 1305), épouse Poncello Orsini.

Béatrice meurt en 1286, et son mari décède six ans plus tard.